# Amblyeleotris rubrimarginata
Amblyeleotris rubrimarginata és una espècie de peix de la família dels gòbids i de l'ordre dels cipriniformes que es troba a Austràlia (Queensland).